# Parasites Lost
«Parasites Lost» (рус. «Исход паразитов») — второй эпизод третьего сезона мультсериала «Футурама». Североамериканская премьера этого эпизода состоялась 21 января 2001 года.

## Сюжет
Пока команда Межпланетного экспресса заправлялась на стоянке грузовиков «У Сью», Фрай купил себе сэндвич со «свежим» яйцом в автомате, стоящем в туалете. После возвращения на Землю произошла трагическая случайность: когда Фрай и Бендер пытались починить плазменный котёл, тот взорвался, и Фрая насквозь проткнуло свинцовой трубой. Зойдберг, осмотрев Фрая, сказал, что тот абсолютно здоров и мог бы не обращаться с таким пустяком к доктору. И действительно, труба тут же отвалилась, а повреждённая плоть восстановилась в течение считанных секунд.
Как позже выяснил Профессор, восстановиться его организму помогли некие черви. Более того, эти черви занялись тотальной ревизией организма Фрая. Тогда Профессор создает миниатюрных андроидов, управляемых с помощью виртуального костюма командой Межпланетного экспресса, и вместе с Бендером, Эми и Зойдбергом отправляет миниатюрных андроидов в организм Фрая, чтобы простимулировать нервные окончания около селезёнки и вызвать спазм. Профессор предупреждает всех о том, что Фрай ничего не должен знать — так как «черви знают всё, что знает он». Лила должна отвлекать Фрая, чтобы тот ничего не заподозрил.
Лила приглашает Фрая пойти погулять и незаметно для него отправляет микрокорабль Межпланетного экспресса со всей командой на борту в ухо Фраю. Путешествуя внутри Фрая, команда видит, как черви восстанавливают его организм и повышают его интеллект. Тем временем, прогуливаясь по улице, Фрай и Лила подходят к продавцу цветов, где он поражает её своими красивыми мыслями. Вдыхая аромат цветов, Фрай сильно мешает продвигаться внутри своего носа команде Межпланетного экспресса. Продолжая путешествие через сердце Фрая, команда замечает, что черви очищают его организм от холестерина и накачивают его мышцы. Тем временем прогулка Фрая и Лилы продолжается, и им на дороге встречается Сэл, ранее пристававший к Лиле на стоянке, где Фрай купил тот самый сэндвич с яйцом. Лила просит Фрая перейти на другую сторону улицы, но Фрай хочет разобраться с обидчиком. После нескольких слов и удачных приемов Фрая Сэл просит прощения у Лилы. Внутри организма Фрая команда добирается до кишечного нервного узла, который хорошо защищен. Начиная обстреливать крепость, команда вступает в бой с червями. В этот момент Фрай говорит важные слова Лиле:
Фрай: Лила, есть вещь, которую я давно собирался тебе сказать. Но каждый раз, когда я пытался, мне казалось, что мой рот набит ореховым маслом, хотя там его и не было.
Лила: Что, Бендер?
Фрай: Нет, это о тебе и обо мне!
Лила: И о Бендере?
Фрай: Причем тут Бендер!? Лила, я люблю тебя!
Лила осознает, что изменения в поведении Фрая вызваны наличием в его организме червей. Она отправляется в офис, чтобы создать миниатюрного андроида и помешать команде уничтожить червей. Очутившись в организме Фрая, Лила топором уничтожает всю команду микроандроидов и срывает планы профессора. О происходящем узнает Фрай и благодарит Лилу. Вечером Лила приглашает Фрая к себе в номер, где он играет для неё на голофоне. После чего Лила без слов отводит Фрая в спальню. Целуя Фрая, Лила сообщает ему, что рада тому, каким он стал. Желая разобраться, кого Лила любит на самом деле, Фрай отправляется в свой организм с помощью микроандроида и там встречается с предводителем червей. Попросив уйти и получив отрицательный ответ, Фрай начинает сражаться за своё тело с червями. Сражаясь на шпагах, Фрай на лифте добирается до собственного мозга, где начинает разрушать его, чтобы вынудить червей уйти из его организма. Уничтожив свой мыслительный центр, Фрай угрожает уничтожить свой продолговатый мозг, если черви не отступят, после чего мэр соглашается уйти из организма Фрая.
Вернувшись в номер к Лиле, Фрай сообщает ей, что избавился от червей, потому что был не уверен в том, кого Лила действительно любила. Фрай пытается ещё раз сыграть на голофоне, но у него выходит лишь зелёная голова Франкенштейна с ужасными звуками. После этого Фрай предлагает Лиле сделать ей массаж, «который он делал Эми, когда они встречались». Это стало последней каплей, и Лила просит Фрая уйти. Позже в квартире Бендера Фрай сообщает Бендеру, что не будет больше добиваться Лилы. Но когда Фрай остаётся один, он с помощью самоучителя пытается научиться игре на голофоне.

## Персонажи
Список новых или периодически появляющихся персонажей сериала
- Сэл
- Скраффи

## Изобретения будущего
- Голофон — духовой язычковый музыкальный инструмент, напоминающий гобой или английский рожок. Кроме звука, создает графическое изображение из мыслей музыканта и может звучать как целый оркестр. Очень сложен в управлении, на нём умеют играть немногие во всей Вселенной, причём «и они фальшивят», при этом звук и картинка становятся ужасными. В этой серии Фрай показывает невероятное мастерство игры, «так как Лила — его муза». В дальнейшем, в эпизоде The Devil's Hands Are Idle Playthings Фрай заключает с Робо-дьяволом сделку, позволяющую виртуозно играть на голофоне.
- Аппарат для создания микро-андроидов — аппарат помогающий людям управлять микро-версией себя для выполнения задач где обычным людям не под силу, например исследовать мир в желудке Фрая.

## Интересные факты